# Sekwang MPP 19
Sekwang MPP 19 bezeichnet einen Mehrzweck-Frachtschiffstyp der in Singapur ansässigen Reederei Austral Asia Line (AAL). Die Schiffe des Typs bilden dort die S-Klasse.

## Geschichte
Von dem Schiffstyp wurden zwischen 2010 und 2012 vier Einheiten auf der südkoreanischen Werft Sekwang Shipbuilding Co. in Mokpo gebaut. Auftraggeber war die Schoeller Holdings. Die Schiffe werden von der zur Schoeller Holdings gehörenden Reederei Austral Asia Line betrieben und von Columbia Shipmanagement bereedert.

## Beschreibung
Die Schiffe werden von einem Zweitakt-Sechszylinder-Dieselmotor des Typs Wärtsilä 6RTA 48-B mit 8.730 kW Leistung angetrieben. Der Motor wirkt auf einen Festpropeller. Die Schiffe sind mit einem mit 700 kW Leistung angetriebenen Bugstrahlruder ausgerüstet. Für die Stromerzeugung stehen drei von MAN-Dieselmotoren des Typs 5L23/30H mit jeweils 645 kW Leistung angetriebene Generatoren zur Verfügung. Weiterhin wurde ein von einem Cummins-Dieselmotor des Typs 6CTA8.3-D(M) angetriebener Notgenerator verbaut.
Die Schiffe verfügen über drei Laderäume. Die Gesamtkapazität der Laderäume beträgt rund 19.979 m³. Laderaum 1 ist mit einem Pontonlukendeckel, die Laderäume 2 und 3 sind mit Faltlukendeckeln verschlossen. Die Laderäume 2 und 3 können mit einem Zwischendeck in der Höhe unterteilt werden. Das Zwischendeck kann in drei Positionen eingehängt werden. Die Tankdecke der Laderäume ist verstärkt und kann mit 20 t/m² belastet werden. Das Zwischendeck kann mit 4,0 t/m², die Lukendeckel mit 3,0 t/m² belastet werden. Vor dem Laderaum 1 befindet sich ein Wellenbrecher zum Schutz vor überkommendem Wasser.
Die Schiffe sind mit zwei Kranen auf der Backbordseite ausgerüstet. Die Krane können jeweils 350 t heben (kombiniert 700 t). Zum Ausgleich der Krängung bei Lade- oder Löschoperationen sind die Schiffe mit Anti-Heeling-Systemen ausgestattet.
Die Schiffe sind für den Transport von Containern ausgerüstet. Die Containerkapazität beträgt 969 TEU. Davon können 412 TEU in den Laderäumen und 557 TEU an Deck befördert werden. Bei homogener Beladung mit 14 t schweren Containern können 687 TEU geladen werden. Für Kühlcontainer stehen 50 Anschlüsse zur Verfügung.
Das Deckshaus befindet sich im hinteren Bereich der Schiffe. Hinter dem Deckshaus befindet sich auf der Backbordseite ein Freifallrettungsboot.

## Schiffe
| Sekwang MPP 19 | Sekwang MPP 19 | Sekwang MPP 19 | Sekwang MPP 19                               | Sekwang MPP 19                       |
| Bauname        | Bau- nummer    | IMO- Nummer    | Kiellegung Stapellauf Ablieferung            | Spätere Namen und Verbleib           |
| -------------- | -------------- | -------------- | -------------------------------------------- | ------------------------------------ |
| AAL Bali       | SK-127         | 9521095        | 3. Mai 2010 22. Januar 2011 29. April 2011   | in Dienst gestellt als AAL Fremantle |
| AAL Dampier    | SK-128         | 9521540        | 15. Juni 2010 19. Juli 2011 8. Dezember 2011 |                                      |
| AAL Nanjing    | SK-129         | 9521552        | 23. Juni 2010 3. Oktober 2011 21. März 2012  |                                      |
| AAL Bangkok    | SK-130         | 9521564        | 28. Juni 2010 23. Februar 2012 28. Juhi 2012 |                                      |

Die Schiffe werden unter der Flaggen Zyperns betrieben.